# Franz von Keil
Franz Vincenz Georg Anton Ritter von Keil (Magonza, 15 settembre 1862 – Vienna, 22 novembre 1945) è stato un ammiraglio austriaco.
Fu comandante della nave da battaglia Radetzky,  e durante la prima guerra mondiale ricoprì gli incarichi di comandante della II Divisione Navale, e in seguito di Consigliere imperiale per la Marina da guerra.

## Biografia
Nacque a Magonza il 15 settembre 1862, figlio di Heinrich Rudolf Vinzenz, soldato che raggiunse il grado di Feldmarschalleutnant nell'esercito austriaco, e da Giorgina Maria Brentano di Tremezzo. Dopo aver studiato come privatista a Vienna, nel periodo dal 1874 al 1877 frequentò il liceo pubblico Bielnitzben, quindi si trasferì per un anno ad Odenburgo con buoni risultati e, nell'ottobre 1878, approdò all'Accademia Navale di Fiume, dove venne ammesso con un buon punteggio.
Dopo il completamento dell'accademia, nel luglio 1881, venne trasferito in mare, imbarcandosi come Seekadett di seconda, e poi, di prima classe fino al 19 dicembre 1883. La sua carriera militare proseguì senza intoppi, Linienschiffleutnant 2. Klasse il 1 maggio 1892, Linienschiffleutnant 1. Klasse il 1 maggio 1895, Korvettenkapitän il 1 maggio 1905, Fregattenkapitän il 1 novembre 1907, Linienschiffskapitän. Il 9 gennaio 1912 assunse il comando della nave da battaglia Radetzky, e i 1 novembre 1913 venne nominato Konteradmiral. Iniziò il suo impegno nella prima guerra mondiale al comando della base navale di Pola.
Il 26 gennaio 1917 assunse il comando della II Divisione Navale, alzando la sua insegna sulla nave da battaglia Erzherzog Franz Ferdinand, e l'11 agosto dello stesso anno fu promosso Vizeadmiral. Appena un anno dopo, nel febbraio del 1918, venne nominato consigliere imperiale per la marina da guerra e promosso Admiral il 1 maggio successivo. In quel periodo, insieme al viceammiraglio Paul Fiedler e al viceammiraglio Seidensacher, fece parte della corte marziale che giudicò e condannò a morte i protagonisti dell'ammutinamento di Cattaro. Finita la guerra chiese di essere definitivamente congedato e visse i suoi ultimi anni a Vienna, in pensione, spegnendosi il 22 novembre 1945.